# Potamocorbula amurensis
Potamocorbula amurensis es una especie de pequeña almeja de agua salada, un molusco bivalvo marino del orden Myida. Sus nombres comunes incluyen  almeja asiática, almeja del río Amur y corbula de aguas salobres. La especie es nativa de las aguas marinas y salobres del norte del Océano Pacífico, y se extiende desde Siberia a China, Corea y Japón. Se ha naturalizado en la bahía de San Francisco.

## Descripción
Potamocorbula amurensis crece hasta alcanzar unos 25 mm de largo. El umbo está aproximadamente a la mitad del lado de la bisagra de la concha y la forma de cada válvula es como un triángulo isósceles ancho con esquinas redondeadas. La válvula derecha es bastante más grande que la izquierda, por lo que se superpone un poco en el margen, un hecho que distingue a esta especie de otras almejas similares. La superficie es lisa con una escultura concéntrica débil que es paralela al margen. El color general es crema, amarillento o marrón claro. En individuos jóvenes, un perióstraco de color oscuro cubre la superficie externa de cada válvula, pero en especímenes de mayor edad esta piel está muy desgastada, excepto por algunos restos arrugados en el margen de la válvula. La parte de la concha enterrada en el sustrato está limpia, mientras que la parte expuesta a menudo está colonizada por otros organismos que la tiñen de un color oscuro.

## Especie invasora
Existe preocupación sobre Potamocorbula amurensis como especie invasora en la San Francisco Bay, donde se afincó en la década de 1980. Se ha adaptado y se ha desarrollado en extremo, en algunos sitios se registran densidades de 2,000 individuos por m². Se impone sobre las  especies nativas y afecta las cadenas alimentarias al filtrar el fitoplancton y zooplancton del agua y con ello priva a los peces juveniles de su alimento.